# Farkas Irma
Farkas Irma (Debrecen, 1845. július 29. (keresztelés)
– Debrecen, 1927. június 11.) magyar színésznő, Temesváry Lajos színigazgató felesége.

## Élete
Farkas Ferenc és Than Jozefa leánya. Apja vaskereskedéssel foglalkozott, melynek révén Debrecen legvagyonosabb polgárai közé emelkedett; jelentős összegekkel támogatta a város kulturális életének fejlődését, nagy része volt többek között a Debreceni Zenede megalapításában. A művészetre oly áldozatkész vasnagykereskedő, a városnak díszpolgára volt és egyik megalapítója a színügyi egyletnek is, amely a mai debreceni színházat felépítette. Farkas Irma 1873. június 7-én Debrecenben Temesváry Lajos színészhez ment férjhez, aki 1873-tól 1879-ig több vidéki színház igazgatójaként működött. Férjénél lépett először színpadra 1877-ben, rendszeresen vettek részt vidéki vendégszerepléseken. Komikaként és drámai színésznőként is sikeres alakításokat nyújtott. Mákonyné (Csiky Gergely: A proletárok) és Kata (Shakespeare: A makrancos hölgy) voltak kiemelkedő szerepei. 
Leánya, Temesváry Irma ugyancsak színi pályára lépett, a Nemzeti Színház tagja lett.

## Fontosabb szerepei
- Camilla (Sardou: A csapodár)
- Cárnő (Jean-François Bayard(wd): A cárnő foglya)
- Éva (Madách: Az ember tragédiája)
- Kata (Shakespeare: A makrancos hölgy)
- Mákonyné (Csiky Gergely: A proletárok)
- Stuart Mária (Friedrich Schiller: Stuart Mária)
- Valeria Messalina, Claudius császár neje (Adolf Wilbrandt(wd): Arria és Messalina)